# Joachim Josef Savelsberg
Joachim Josef Savelsberg (* 1951) ist ein deutsch-amerikanischer Soziologe.

## Leben
Er studierte Soziologie und Wirtschaftswissenschaften an der Universität zu Köln. Er promovierte 1982 an der Universität Trier in Soziologie. Von 1989 bis 2025 war er Professor am Department of Sociology, seit 2014 Affiliate der Law School der University of Minnesota, und seit 2014 Inhaber der Arsham and Charlotte Ohanessian Lehrstuhls. 2025 wechechelte er in den Emeritus Status. Zuvor war er als wissenschaftlicher Mitarbeiter im Forschungsschwerpunkt „Soziale Probleme“ der Universität Bremen und als Stellvertretender Direktor des Forschungsinstituts für Kriminologie Niedersachsen e.V. in Hannover beschaeftigt gewesen.
Er war Gastprofessor oder Stipendiat an verschiedenen Institutionen, einschließlich der Johns Hopkins University; Harvard University (John F. Kennedy Memorial Fellow); dem Bellagio Center der Rockefeller Foundation; der Humboldt-Universität (Berlin); des Käte Hamburger Instituts „Recht als Kultur“ (Bonn); der Karl Franzens-Universität Graz; der Ludwig-Maximilian-Universität München; dem Transitional Justice Institute, University of Ulster, Belfast; dem Institut d'études avancées de Paris; dem Stellenbosch Institute for Advanced Study (STIAS in Stellenbosch, Republik Südafrika) und dem International Institute for the Sociology of Law (Onati, Spain).

## Forschung
Seine Forschung verknüpft Ideen aus der Rechtssoziologie, Kriminologie und Wissenssoziologie. Dabei ging es ihm zunächst um die Erklärung von Mustern staatlicher Strafen sowie kriminologischen Wissens, später vor allem um die Erklärung von Wissen über massive Verletzungen von Menschenrechten, vor allem durch Kriegsverbrechen, Verbrechen gegen die Menschlichkeit und Völkermord. Sein Vorgehen ist historisch orientiert, international vergleichend und gleichzeitig globalisierungstheoretisch. Empirisch basiert seine Forschung auf inhaltsanalytischen Verfahren, Interviews und ethnographischer Beobachtung. Viele Arbeiten entstanden in Kooperation mit seinen (ehemaligen) Doktorandinnen und Doktoranden, unter anderem Lara Cleveland; Sarah Flood; Ryan D. King; Jillian LaBranche; Wenjie Liao; Suzy McElrath; Hollie Nyseth Brehm (jetzt Nyseth Nzitatira); Miray Philips; j. Wahutu Siguru; Michael Soto; und Nikoleta Sremac.
Seine Forschung wurde mehrfach durch die National Science Foundation und die Volkswagen-Stiftung gefördert.

## Ehrungen
Er wurde durch mehrere Preise für sein Lebenswerk geehrt, einschließlich des 2023 Distinguished Scholar Award, Division of Historical Criminology (American Society of Criminology); 2021 Harry J. Kalven, Jr. Prize für „empirical scholarship that has contributed most effectively to the advancement of research in law and society“ (Law & Society Association); 2019 Lee Founders Award “in recognition of significant lifetime achievements demonstrating a devotion to the ideals of the founders of the Society and especially to the humanist tradition of Alfred McClung Lee and Elizabeth Briant Lee,” Society for the Study of Social Problems (SSSP); 2019 Lifetime Achievement Award (bi-annual), SSSP Crime and Delinquency Division; 2017 Albert J. Reiss, Jr. Distinguished Scholar Award (bi-annual), Section for Crime, Law and Deviance, American Sociological Association (ASA); 2017 William J. Chambliss Lifetime Achievement Award, SSSP Law & Society Division; und den 2012 Freda Adler International Distinguished Scholar Award, International Division, American Society for Criminology (ASC). 2008 wurde er zum Fellow der ASC gewählt, 2004 zum Chair der ASA Section for Sociology of Law und der SSSP Social Problems Theory Division und 2016 zum Chair der ASA Section for Human Rights. Von 2014 bis 2016 war er, zusammen mit dem Politikwissenschaftler Timothy Johnson, editor-in-chief der Law & Society Review.
Buch-Preise: 2022: Barrington Moore Book Award, ASA Section for Comparative and Historical Sociology, und 2022 Gordon Hirabayashi Book Award Honorable Mention, ASA Section for Human Rights (für Knowing about Genocide…); Distinguished Book Award, Division for International Criminology, American Society of Criminology (2016 für Representing Mass Violence…;
1995 für Constructing White-Collar Crime); 2016 Outstanding Book Award, SSSP Social Problems Theory Division (für Representing Mass Violence…); 2012 Outstanding Book Award, SSSP Social Problems Theory Division (mit Ryan D. King; für American Memories…).
Artikel-Preise: 2023 Article Award – Honorable Mention, SSSP Theory Division (für “Writing Biography in the Face of Cultural Trauma…”); 2007 Best Article Award, ASA Section on Culture, und 2006 Best Article Award, Law & Society Association (mit Ryan D. King; für “Institutionalizing Collective Memories of Hate…”).

## Schriften (Auswahl)
- Kommunale Autonomie. Autonomie, Macht und Entscheidungen in Gemeinden. Frankfurt am Main 1980, ISBN 3-88129-306-X.
- Ausländische Jugendliche. Assimilative Integration, Kriminalität und Kriminalisierung und die Rolle der Jugendhilfe. München 1982, ISBN 3-597-10358-8.
- mit Peter Brühl: Politik und Wirtschaftsstrafrecht. Eine soziologische Analyse von Rationalitäten, Kommunikationen und Macht. Opladen 1988, ISBN 3-8100-0720-X.
- „Law That Does Not Fit Society: Sentencing Guidelines as a Neo-Classical Reaction to the Dilemmas of Substantivized Law.“ American Journal of Sociology, Vol. 97, No. 5 (1992), pp. 1346–81.
- „Knowledge, Domination, and Criminal Punishment.“ American Journal of Sociology, Vol. 99, No. 4 (1994), pp. 911–943.
- mit Beiträgen von Peter Brühl: Constructing White Collar Crime: Rationalities, Communication, Power. Philadelphia, PA 1994, ISBN 0-8122-3240-2.
- mit Ryan D. King: “Institutionalizing Collective Memories of Hate: Law and Law Enforcement in Germany and the United States.” American Journal of Sociology, Vol. 111, No. 2 (2005), pp: 579–616.
- Crime and Human Rights: Criminology of Genocide and Atrocities. London, UK 2010, ISBN 978-1-84787-925-7.
- mit Ryan D. King: American Memories: Atrocities and the Law. New York, NY 2011, ISBN 978-0-87154-736-1.
- Representing Mass Violence: Conflicting Responses to Human Rights Violations in Darfur. Oakland, CA 2015, ISBN 978-0-520-28150-9.
- mit Hollie Nyseth Brehm: “Global Justice, National Distinctions: Criminalizing Human Rights Violations in Darfur.” American Journal of Sociology, Vol. 121, No. 2 (2015), pp. 564–603.
- Repräsentationen von Massengewalt. Strafrechtliche, humanitäre, diplomatische und journalistische Perspektiven auf den Darfurkonflikt. Frankfurt am Main 2017, ISBN 3-465-04295-6.
- Knowing about Genocide: Armenian Suffering and Epistemic Struggles. Oakland, CA 2021, ISBN 978-0-520-38018-9.
- “Writing Biography in the Face of Cultural Trauma: Nazi Descent and the Management of Spoiled Identities.” American Journal of Cultural Sociology, Vol. 10, No. 1, (2022), pp. 34–64.